# Arawacus aethesa
Arawacus athesa é uma espécie de borboleta da família dos licenídeos (lycaenidae). Foi descrita em 1851 por William Chapman Hewitson. Endêmica do Brasil, foi registrada em Minas Gerais (Marliéria) e Espírito Santo (Linhares), bem como no Parque Estadual do Rio Doce (Minas Gerais). Muito pouco se sabe sobre esta espécie e são poucos os seus registros. Não se conhecem seus hábitos, seus imaturos ou suas plantas hospedeiras. É classificada como vulnerável na avaliação do Instituto Chico Mendes de Conservação da Biodiversidade (ICMBio) e é uma espécie sujeita à degradação e destruição de seu habitat. É uma das espécies de lepidópteros listada no Plano de Ação Nacional para Conservação de Lepidópteros (2010–2015), publicado pelo ICMBio. Em 2005, foi classificada como vulnerável na Lista de Espécies da Fauna Ameaçadas do Espírito Santo; em 2010, como em perigo na Lista de Espécies Ameaçadas de Extinção da Fauna do Estado de Minas Gerais; e em 2018, como em perigo na Lista Vermelha do Livro Vermelho da Fauna Brasileira Ameaçada de Extinção do ICMBio.